# 文山勝友
文山 勝友（ふみやま かつとも、4月2日 - ）は日本の声優。声優ユニットBirthDayのメンバー。以前はムーブマンに預かりとして所属していた。

## 人物
- アミューズメントメディア総合学院大阪校卒業。
- 女性ボーカルの曲も歌えるハイトーンボイスが特徴。
- 趣味は歌、ダンス、落語、子供と遊ぶこと。
- 特技は短距離走、跳躍種目、子供の遊び相手。
- 声優になったきっかけはマクロス7の熱気バサラの生き様に感化されたから。
- 好きな食べ物はポン酢。
- 嫌いな食べ物はチーズ。

## 主な出演作品
※声優ユニットの活動についてはBirthDayを参照

### 外画
- DVD「アウトロー」ノリ役ほか(2014年6月)

### ラジオ
- ラジオ関西アニラジステーション「アニたまどっとコム」ブリッジナビゲーター(2013年3月)
- ラジオ関西「集まれ 昌鹿野編集部」コーナー出演(2013年3月)
- ラジオ大阪「Vステーション・ゾーンジングル」ジングルナレーター担当（2013年10月)

### 舞台
- 劇団しし座73回公演「ラムネと風船」男１役(2013年10月)
- AMGプロジェクト大阪公演VOL.4「不思議の国のアリス」青芋虫役(2013年12月)
- 舞台「人狼の王子様☆2nd season」Team HOPE STAR アウグスト役(2014年5月)
- 「声優口演ライブ『没後40年チャップリン特集』」上野恩賜公園野外ステージ (2017年9月)

### イベント
- 麗たまき　ファーストライブ「Rei into the Ray」出演（2013年6月)